# إنيولا ألوكو
إنيولا ألوكو (بالإنجليزية: Eniola Aluko) (21 فبراير 1987 بلاغوس في نيجيريا - ) هي لاعبة كرة قدم بريطانية في مركز الهجوم، شاركت في الألعاب الأولمبية الصيفية 2012. وشاركت مع Great Britain women's Olympic football team ‏ ومنتخب إنجلترا لكرة القدم للسيدات. أما مع النوادي، فقد لعبت مع برمنغهام سيتي وتشارلتون أثلتيك وتشيلسي وسكاي بلو وSaint Louis Athletica ‏ ونادي تشيلسي لكرة القدم للسيدات وCharlton Athletic W.F.C. ‏ وAtlanta Beat (WPS) ‏ وBirmingham City W.F.C. ‏.

## وصلات خارجية
- إنيولا ألوكو على موقع الاتحاد الدولي (مؤرشف)  (الإنجليزية)
- إنيولا ألوكو على موقع الاتحاد الأوربي (الإنجليزية)
- إنيولا ألوكو على موقع قاعدة بيانات كرة القدم.إي يو (الإنجليزية)
- إنيولا ألوكو على موقع Soccerway.com (الإنجليزية)
- إنيولا ألوكو على موقع عالم كرة القدم.نت (الإنجليزية)
- إنيولا ألوكو على موقع اللجنة الأولمبية الدولية (الإنجليزية)
- إنيولا ألوكو على موقع أوليمبيديا (الإنجليزية)
- إنيولا ألوكو على موقع اللجنة الأولمبية البريطانية (الإنجليزية)